# Neel Doff
Pour les articles homonymes, voir Doff.
Œuvres principales
- Jours de famine et de détresse (1911)
- Keetje (1919)
- Keetje Trottin (1921)

Cornelia Hubertina Doff, dite Neel Doff (Buggenum, 27 janvier 1858 - Ixelles, 14 juillet 1942) est une romancière néerlandaise d'expression française.

## Biographie
Née en 1858 à Buggenum, troisième d'une famille de neuf enfants, elle suit ses parents dans leurs déplacements successifs pour fuir leurs dettes (Amsterdam, Anvers, Bruxelles...) et connaît l'extrême pauvreté. Elle parvient à en sortir (et à échapper à la prostitution) en posant dès 12 ans pour des peintres belges désormais de renom, comme Félicien Rops ou James Ensor, qu'elle impressionne par son intelligence et sa culture malgré ses origines modestes. Elle a également posé pour un personnage de Charles De Coster, Nele, sculpté par Charles Samuel, et pour un autre sculpteur Paul De Vigne.
Elle s'installe dans la région de Bruxelles et se lie aux milieux artistiques et intellectuels. Elle prend aussi fait et cause pour les ouvriers et les plus pauvres et s'engage dans le socialisme. Elle se marie avec Fernand Brouez (1861-1900), éditeur en chef de La Société nouvelle. Elle rencontre aussi l'avocat et militant socialiste, ami de la famille Brouez, Georges Sérigiers, qu'elle épouse en secondes noces (1901).
C'est à 51 ans, dans sa maison d'Anvers, qu'elle écrit directement en français son premier livre, largement autobiographique, Jours de famine et de détresse,. Elle y raconte en petits tableaux l'histoire de Keetje, une fillette en butte à la misère et aux humiliations, forcée de se prostituer pour nourrir ses petits frères et sœurs. Laurent Tailhade s'enthousiasme pour cet itinéraire d'une jeunesse meurtrie. L'ouvrage est finaliste au prix Goncourt de 1911. Avec Keetje et Keetje trottin, Neel Doff clôt sa trilogie autobiographique. Ces ouvrages, rangée sous l'étiquette littérature prolétarienne, puis sous celle de littérature naturaliste, peuvent être considérée avant tout comme un  récit de femme, cru, et écrit à la première personne. Elle publie ensuite d'autres récits de fiction et traduit des ouvrages de Félix Timmermans (L'Enfant Jésus en Flandre). Plusieurs œuvres sont basées sur les personnages qu'elle rencontre pendant ses étés à Genk.
Elle lègue sa maison d'Ixelles aux enfants de Franz Hellens. Elle lègue aussi le reste de sa fortune à plusieurs personnes, la villa de Genk à son banquier M. Takoen, les droits d'auteur à sa grande amie Hélène Temersen, étant donné qu'elle est juive et ses biens en péril, de l'argent à sa bonne Eva Kövelin, et à Crouzy un instituteur.
Le réalisme et la qualité littéraire de ses œuvres la firent comparer à Émile Zola, mais elle avait été déçue par les naturalistes qu'elle avait lus et dont elle trouvait l'univers trop factice. En 1975, Keetje trottin a été adapté au cinéma par Paul Verhoeven sous le titre Keetje Tippel.

## Œuvres
- Jours de famine et de détresse, Paris, Fasquelle, 1911 ; Bruxelles, Labor, 1994 ; Arles, Actes Sud "Babel", 1994
- Contes farouches, Paris, Ollendorff, Paris, 1913 ; éd. Plein Chant, 1988
- Keetje, Paris, Ollendorff, 1919 ; Bruxelles, Labor, 1987.
- Keetje trottin, Paris, Crès, 1921, 1930 ; Bruxelles, Labor, 1999
- Michel, Crès, 1922
- Angelinette, Paris, Crès, 1923
- Campine, Paris, F. Rieder & Cie, Rieder 1926
- Elva, suivi de Dans nos bruyères, Paris, 1929 ; éd. Plein Chant, 2015
- Une fourmi ouvrière, 1931, Paris ; Au Sans Pareil, 1935 (Repris par les éditions Spartacus, Paris).
- Quitter tout cela, suivi de Au jour le jour, éd. Entre Nous, Nemours 1937